# Wolfgang Kipf
Wolfgang Kipf (* 1939) ist ein ehemaliger deutscher Volleyballtrainer.

## Leben
Kipf schloss 1964 ein Studium an der Deutschen Hochschule für Körperkultur in Leipzig ab, der Titel seiner Diplomarbeit lautete „Die Technik des Volleyballspieles“. In den Jahren 1971 und 1972 war Kipf Trainer der Frauen-Volleyballnationalmannschaft der Deutschen Demokratischen Republik. Nach dem Ende der DDR ging er als Trainer nach Österreich, arbeitete für den Post SV Wien.
1996/97 arbeitete er als Trainer des Schweriner SC. Er wurde danach wieder in Österreich als Trainer tätig.
Ab 2000 war er Trainer der Frauen des Dresdner SC. 2002 ging er nach Österreich zurück. Bis 2006 war er Trainer der SG SVS/PSV Wien, ab 2006 ebendort Sportdirektor.